# Michela Buscemi
Michela Buscemi (Palermo, 18 settembre 1939) è un'attivista italiana, nota per l’attività svolta contro la mafia in seguito all'omicidio dei due fratelli e per essersi costituita parte civile al maxiprocesso di Palermo del 1986.

## Biografia

### L'infanzia e il matrimonio
Michela Buscemi nasce a Palermo nel 1939 in una famiglia molto povera e prima di dieci fratelli. La madre era una casalinga, il padre svolgeva vari lavori.
Michela racconta la sua infanzia vissuta tra povertà e tribolazioni, in un quartiere diroccato di Palermo, costellata da abusi da parte del padre e dalla paura nutrita nei confronti del genitore. Il suo ruolo di sorella maggiore faceva sì che le fossero affidate maggiori responsabilità nella cura dei fratelli e nello svolgimento delle faccende domestiche, fattori che le rendevano difficile frequentare la scuola elementare come invece avrebbe voluto. Talvolta i genitori la obbligavano ad assentarsi dalle lezioni. Si era comunque dimostrata una bambina molto intelligente e capace, tanto che terminò le elementari nonostante scarsa frequenza alle lezioni. Cercava inoltre di svolgere piccoli lavori e talvolta era costretta a chiedere prestiti per contribuire allo scarso reddito familiare.
In seguito alla famiglia Buscemi fu affidata una casa popolare e la loro situazione migliorò molto. Michela riuscì a trovare un lavoro in una sartoria ed a contribuire maggiormente al reddito famigliare, oltre che a rendersi indipendente negli acquisti personali.
Dopo varie traversie, la famiglia si trasferì a Roma, dove tuttavia non trovò il benessere sperato; furono costretti a tornare a Palermo, dove, di lì a poco, Michela ruppe un fidanzamento impostole dal padre ad un mese dal matrimonio.
Trasferitasi da una nonna a seguito della tesa atmosfera famigliare, conobbe il marito. I due si innamorarono a prima vista. Riuscirono a fidanzarsi nonostante le difficoltà create dal padre e dalla suocera in seguito alla fuitina. Tuttavia quest'ultima, gelosa del figlio più grande, futuro sposo di Michela, continuava ad intralciare il rapporto tra i due. Michela tentò il suicidio attraverso un'overdose di farmaci. Venne ricoverata e sottoposta a lavanda gastrica. Dopo tale evento, il rapporto con la suocera migliorò notevolmente. 
I due giovani riuscirono così a contrarre il matrimonio, dal quale nacquero cinque figli, un maschio e quattro femmine. Michela continuava comunque ad occuparsi della sua famiglia d'origine e dei fratelli.

### Le morti di Salvatore e Rodolfo
Salvatore, fratello di Michela e quarto dei figli della famiglia Buscemi, all'età di 17 anni fece la fuitina. Si trovò a svolgere  lavoretti, finché non fu introdotto al contrabbando di sigarette, senza il consenso della mafia. Una sera Salvatore ed il fratello Giuseppe erano in una trattoria; entrarono due uomini incappucciati, armati l'uno di lupara, l'altro di pistola. Spararono immediatamente a Salvatore, uccidendolo, con un colpo al petto ed uno al mento, e ferirono Giuseppe.
Rodolfo, un altro dei fratelli Buscemi, cercò di scoprire l'identità degli assassini. Cominciò a frequentare la casa della vedova di Salvatore, Benedetta, situata in un quartiere malfamato, e si sposò in seguito ad una fuitina con la sorella di quest'ultima. In seguito alle indagini che svolgeva nel quartiere, venne contattato dal mafioso Vincenzo Sinagra, il quale lo avvertì che per lui sarebbe stato meglio andarsene. Non volle sentire ragioni. Qualche settimana più tardi fu contattato da cinque persone appartenenti alla cosca, con una scusa di lavoro. Rodolfo si trovava nell'abitazione di Benedetta insieme a Matteo, fratello di lei. I due uomini scesero in strada e cominciarono a parlare con gli individui. Benedetta, che li stava osservando dal balcone, racconta di essersi distratta un momento e di averli persi di vista. Non tornarono più. Era il maggio del 1982.
Rosetta, moglie di Rodolfo, si recò allora con la figlia da Vincenzo Sinagra, chiedendo notizie del marito. Questi le rispose di non saperne nulla e la congedò con delle sottili minacce rivolte alla figlia. In seguito a ciò, Benedetta e Rosetta, seppur sofferenti, mantennero il silenzio.
Michela Buscemi allora confidò l'accaduto ad un maresciallo, cliente del bar che gestiva con il marito. Questi promise di parlare della situazione con un questore e di non rivelare il nome di Michela. Rosetta e Benedetta furono quindi interrogate, ma mantennero il silenzio, con il disappunto di Michela.

### L'attentato e la "camera della morte"
Il 31 ottobre la cosca fece scoppiare una bomba nel bar di Michela, probabilmente a causa dei suoi tentativi di dare giustizia ai fratelli.
Poco dopo Rosetta morì di dolore: dalla scomparsa del marito rifiutava di mangiare. 
Vincenzo Sinagra durante il maxiprocesso di Palermo rivelò che Matteo e Rodolfo furono portati nella "camera della morte", una stanza dove le vittime venivano torturate e poi sciolte nell'acido. Per Matteo e Rodolfo, tuttavia, l'acido non bastava. Furono strangolati e poi gettati in mare.

### Il maxiprocesso di Palermo
Un giorno arrivò la richiesta di partecipazione al processo per Michela e sua madre. Michela si costituì parte civile e chiese giustizia per i suoi fratelli. La madre, invece, dopo aver inizialmente rifiutato la prospettiva di costituirsi parte civile, rifiutò, consigliata dagli altri membri della famiglia, a causa della paura di ritorsioni. La stampa aveva però già pubblicato la notizia della sua partecipazione al processo: pertanto rilasciò una dichiarazione che esponeva pericolosamente Michela e la sua famiglia: «Io non ho mai pensato di costituirmi parte civile. Soltanto mia figlia Michela si è costituita parte civile. Né io, né gli altri ci entriamo».
Michela rompe così ogni rapporto con la sua famiglia d'origine e prosegue imperterrita, alla ricerca di giustizia.
Avvenne però che i fondi destinati ad aiutare le parti civili impegnate nel processo e che avrebbero permesso a molti di pagare gli avvocati, non vennero loro destinati. Michela non si perse d'animo, e si presentò al processo, con l'aiuto degli avvocati che la assistettero gratuitamente e di associazioni quali il Centro Impastato di Palermo e l’Associazione donne siciliane per la lotta alla mafia.

### Le minacce
Il coraggio dimostrato attraverso la testimonianza fruttò però non pochi problemi, inizialmente economici: nessuno frequentava più il bar da lei gestito insieme al marito. In seguito ricevette avvertimenti e minacce, che però non rivelò al resto della famiglia.
In seguito alla sua presenza durante il processo di appello, ricevette una telefonata da parte d'un uomo in cui veniva invitata a ritirarsi da parte civile, pena un morto in famiglia. 
Il pericolo era reale. Michela si consultò, oltre che con la sua famiglia, con l'Associazione delle donne contro la mafia, con il Centro Impastato e con il suo avvocato: decise, con rabbia, di ritirarsi, per il bene dei suoi cari.

### L'impegno
Michela continua a lottare, sostenuta e compresa da coloro che incontra ed in particolare dall'Associazione Donne Siciliane contro la mafia. Tiene inoltre dibattiti nelle scuole, nelle piazze, nei palazzi, portando la sua testimonianza e continuando a dare il suo contributo alla lotta contro la mafia.